# Епархия Бомы
Епархия Бомы (лат. Dioecesis Bomaensis) — епархия Римско-Католической Церкви с центром в городе Бома, Демократическая Республика Конго. Епархия Бомы входит в митрополию Киншасы. Кафедральным собором епархии Бомы является церковь Пресвятой Девы Марии в городе Бома.

## История
26 февраля 1934 года Римский папа Пий XI издал буллу Maiori catholicae, которой учредил апостольский викариат Бомы, выделив её из апостольский викариат Южного Леопольдвиля (сегодня — архиепархия Киншасы) и Апостольская префектураапостольской префектуры Лулуа и Центральной Африки (сегодня - Епархия Камины).
10 ноября 1959 года апостольский викариат Бомы был преобразован в епархию буллой Cum parvulum Римского Папы Иоанн XXIII.

## Ординарии епархии
- епископ Jozef Vanderhoven (1934 — 1949);
- епископ André Jacques (1950 — 1967);
- епископ Raymond Ndudi (1967 — 1975);
- епископ Joachim Mbadu Kikhela Kupika (1975 — 2001);
- епископ Cyprien Mbuka (2001 — по настоящее время).

## Источник
- Annuario Pontificio, Libreria Editrice Vaticana, Città del Vaticano, 2003, ISBN 88-209-7422-3
- Булла Cum parvulum, AAS 52 (1960), стр. 372  (лат.)
- Булла Maiori catholicae, AAS 27 (1935), стр. 71  (лат.)